# Wyżyna Nadazowska
Wyżyna Nadazowska (ukr.: Приазовська височина, Pryazowśka wysoczyna) – wyżyna na południowym wschodzie Ukrainy, na północ od Morza Azowskiego. Na północy graniczy z Niziną Naddnieprzańską, na północnym wschodzie z Wyżyną Doniecką, na południu i zachodzie z Niziną Czarnomorską. Najwyższy punkt, Mohyła-Belmak, osiąga 324 m n.p.m. Wyżyna nachylona jest z północy (średnio 200–230 m n.p.m.) na południe (50–100 m n.p.m.). Stanowi krawędź krystalicznego fundamentu przykrytego lessem. Pierwotna szata roślinna zachowała się w formie resztek stepu.